# Sottovuoto generazionale
Sottovuoto generazionale è l'album di debutto dei Dari, pubblicato nel 2008.
Il disco è stato prodotto da Massimo Gabutti e Luciano Zucchet, eccetto le tracce 8 e 11 che sono state prodotte da Federico Malandrino.
Il disco è stato affiancato nel 2009 da un EP, contenente inediti, remix e registrazioni live, chiamato Sottovuoto: d-VERSION.

## Temi trattati
Il trait d'union dell'intero album è il vuoto interiore e la situazione di smarrimento e di disperazione della nuova generazione che però è ricca di idee e di speranze da conservare. Tutto ciò è paragonato ad un "sottovuoto".
Le tracce sono un susseguirsi di immagini di fallimento (es: "Ho parlato ed ho sbagliato, ho ascoltato ed ho sbagliato, ho amato ed ho sbagliato, ho tradito ed ho sbagliato [...] Ho perdonato ed ho sbagliato e sono nato e ho sbagliato" - da "Per piacere"), di spinta al cambiamento (es: "Cambierò il mio domani, non lo so, forse domani. Lascio indietro tutto il resto; la mia scommessa è un domani diverso" - da "Cambio destinazione") e di speranza (es: "Son contento ed è questo che mi importa. Un sorriso come risposta. Dai sorridi solo un secondo quando e se stai per toccare il fondo" - da "Per piacere" / "Non dimenticare che per ogni giornata che piove ce ne sarà anche una di sole" - da "Moltiplicato 10"), addolcite da ironia ("Lo so che posso sbagliare ripetutamente ma almeno provo ad andare controcorrente, perché è così che mi sento vivo, perché è così che trovo la soddisfazione nello sbagliare costantemente" - da "Per piacere") e da un uso spesso fuori contesto del non-sense e di frasi demenziali (es: "Mamma mia che noia, chiamami un dottore" - da "Ho spaccato" / "Grazie 100 lire hai dei sintomi un po' strani. Prego 100 all'ora ho due dita e cinque mani" - da "GP a 100 all'ora").
Le stesse canzoni d'amore raccontano di legami fragili (es: "Wale questo pome cosa fai? Vieni con me o Wale te ne vai? Se Wale non mi vuoi, non c'è nulla tra di noi, ti dico Wale... tanto vale" - da "Wale") o di storie ormai terminate ("Non pensavo che sarebbe stato strano guardarti da così lontano. Ma un'altra opportunità me la vuoi dare, la potrei avere?" - da "Non pensavo").

## Tracce
1. Wale (tanto wale) – 3:10
2. Tutto regolare – 3:22
3. Predisposta (a lasciare il tuo posto) – 3:52
4. Come m'hai – 3:34
5. Per piacere – 4:34
6. Cambio destinazione – 4:41
7. Non pensavo – 3:57
8. Gp a 100 all'ora – 4:15
9. Moltiplicato 10 – 3:10
10. Ho spaccato – 4:01
11. Minimale maxibene – 3:36
12. Play and stop – 1:54

## Formazione
- Dario Pirovano – voce, chitarra
- Fabio Cuffari – basso, cori
- Andrea Cadioli – tastiera, sintetizzatore
- Daniel Fasano – batteria

## Classifiche
| Classifica (2008) | Posizione massima | Settimane in classifica |
| ----------------- | ----------------- | ----------------------- |
| Italia            | 10                | 11                      |